# Landsberger Poesieautomat

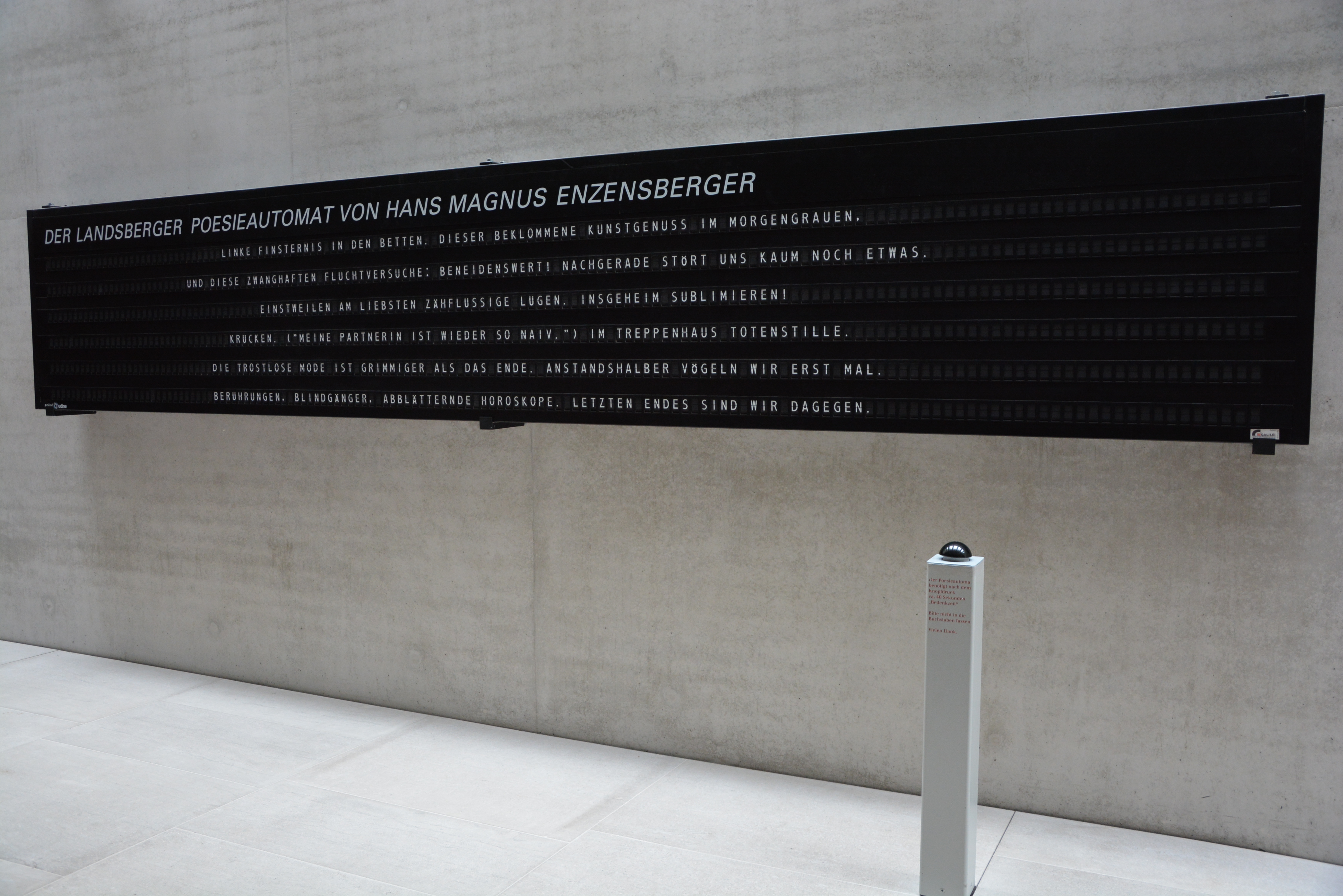
Der Landsberger Poesieautomat von Hans Magnus Enzensberger, der als Leihgabe der Sammlung Würth, seit 2006 im Literaturmuseum der Moderne in Marbach steht.

Der Landsberger Poesieautomat ist ein von Hans Magnus Enzensberger entwickelter Automat, der – auf Knopfdruck – lyrische Texte produziert.

## Geschichte
Die Idee, Texte automatisch herstellen zu lassen, ist alt. Schon 1777 wurde aus Göttingen die Erfindung einer „Poetischen Handmühle“ gemeldet, die, mit Windkraft betrieben, die mechanische Anfertigung von Oden ermöglichen sollte. Enzensberger griff das Problem der automatischen Poesiegenerierung in den 1970er Jahren auf. Seine Einladung zu einem Poesieautomaten war zunächst eher als Denkspiel gedacht, doch im Jahr 2000 konnte der Poesieautomat erstmals der Öffentlichkeit vorgeführt werden. Nachdem er auf dem Lyrikfestival „Lyrik am Lech“ vom 30. Juni bis 2. Juli 2000 in Landsberg am Lech erstmals gezeigt worden war, wurde er noch auf mehreren Veranstaltungen präsentiert, ehe er von 2006 bis 2023 als Leihgabe aus der Sammlung Würth im Literaturmuseum der Moderne im Deutschen Literaturarchiv Marbach zu sehen war. Seit 2023 dichtet er in der Kunsthalle Würth in Schwäbisch Hall seine Poesie.
Es handelt sich um eine Fallblattanzeigetafel mit sechs Zeilen, auf der per Zufallsprinzip verschiedene vorgegebene Satzglieder miteinander kombiniert werden können, so dass zwar stets Sätze nach dem gleichen Bauplan bzw. Texte mit derselben Struktur, aber immer wieder unterschiedlichen Inhalts entstehen. Viele der Sätze enthalten allerdings keine Prädikate, was offenbar die Programmierung stark erleichtert hat. Vorgegeben sind für jedes der sechs austauschbaren Einzelglieder in jeder der sechs Zeilen zehn mögliche Elemente, was zu 10 hoch 36 möglichen Ergebnistexten führt.
Enzensberger selbst kommentierte die Produkte des Poesieautomaten mit folgenden Worten: „Es ist ein Spiel. Wie weit man es mit Sinn auflädt, hängt vom Betrachter ab. Es können Gedichte entstehen, die jemand was sagen.“ Und: „Wer nicht besser dichten kann als diese Maschine, der soll es bleiben lassen.“

## Textproben
Brühwarme Andacht unter Zeitdruck. Dieser gelehrige Edelmut vor dem Sturm.

Und diese sinnreichen Orgasmen: Purer Zufall! Dabei gelingt uns das schon.

Einstweilen schnell noch zähflüssige Schlussrunden. Grundsätzlich sparen!

Sprechstunden. („Deine Freunde sind eben so neurotisch.“) An der Basis dumpfe Wut.

Die eiserne Stechuhr sagt mehr über uns als die Vernunft. Neuerdings dichten wir eben.

Ausbrüche. Ratlosigkeit. Abblätternde Paradiese. Im Zweifelsfall sind wir dran.
Tropfenweise Hoffnung unter Zeitdruck. Dieser staubige Edelmut vor der Pleite. 

Und diese vorgedruckten Zahlungsbefehle. Das kennt man! Freilich verlangen wir immer irgendwas.

Danach auf Antrag schrille Proteste. Ungerührt sparen! 

Telefonspitzel. („Das Publikum war immer so gierig!“) Im Überbau dumpfe Wut.

Der graue Anzeigenteil ist zählebig wie Impotenz. Andrerseits schuften wir ganz allein.

Sachzwänge, Biergeruch, wuchernde Weichbilder! In kleinen Mengen fließt Blut.
Vorbildliche Liebkosungen zum Frühstück. Dieser geizige Lustgewinn auf der Bühne.

Und die langatmigen Orgasmen. Beneidenswert! Übrigens ertragen wir das schon.

Stattdessen wie immer weiche Zitate. Unter Tränen ausflippen!

Beteuerungen. („Ich war aber so schlaff.“) Am Flughafen Kerzenlicht.

Das schwärmende Andenken reut uns. Nicht die die (sic!) Grübelei. Anstandshalber schlagen wir erst mal.

Spitzengespräche. Abfall. Fossile Paradiese. In kleinen Mengen nutzt alles nichts.